# Kartaszewiczi
Kartaszewiczi (ros. Карташевичи) – wieś (ros. деревня, trb. dieriewnia) w zachodniej Rosji, w osiedlu wiejskim Pieriewołoczskoje rejonu rudniańskiego w obwodzie smoleńskim.

## Geografia
Miejscowość położona jest nad Rutawieczem, 10 km od granicy z Białorusią, przy drodze regionalnej 66N-1620 (Życzicy / 66K-28 – Timoszenki – Kartaszewiczi / 66K-30), 0,5 km od drogi regionalnej 66K-30 (Diemidow – Ponizowje – Zaozierje), 3,5 km od drogi regionalnej 66K-28 (Diemidow – Rudnia), 8,5 km od centrum administracyjnego osiedla wiejskiego (Pieriewołoczje), 15,5 km od centrum administracyjnego rejonu (Rudnia), 64 km od Smoleńska.
W granicach miejscowości znajdują się ulice: Centralnaja, Cwietocznaja, Lesnaja, Ługowaja, Mołodiożnaja, Parkowaja.

## Demografia
W 2010 r. miejscowość zamieszkiwały 222 osoby.